# Aberdeen (Dakota del Sur)
Aberdeen es una ciudad ubicada en el condado de Brown en el estado estadounidense de Dakota del Sur. En el Censo de 2010 tenía una población de 26 091 habitantes y una densidad poblacional de 646 personas por km².

## Geografía

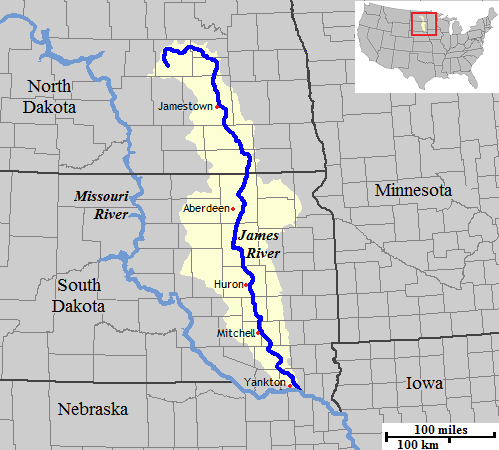
Mapa del río James en el que se ve, cerca de su curso medio, Aberdeen

Aberdeen se encuentra ubicada en las coordenadas 45°27′53″N 98°28′5″O / 45.46472, -98.46806, cerca de al orilla derecha u oeste del curso medio del río James. Según la Oficina del Censo de los Estados Unidos, Aberdeen tiene una superficie total de 40.42 km², de la cual 40.15 km² corresponden a tierra firme y (0.65%) 0.26 km² es agua.

### Clima
| Parámetros climáticos promedio de Aberdeen, Dakota del Sur (Aberdeen Regional Airport), normales 1981–2010 | Parámetros climáticos promedio de Aberdeen, Dakota del Sur (Aberdeen Regional Airport), normales 1981–2010 | Parámetros climáticos promedio de Aberdeen, Dakota del Sur (Aberdeen Regional Airport), normales 1981–2010 | Parámetros climáticos promedio de Aberdeen, Dakota del Sur (Aberdeen Regional Airport), normales 1981–2010 | Parámetros climáticos promedio de Aberdeen, Dakota del Sur (Aberdeen Regional Airport), normales 1981–2010 | Parámetros climáticos promedio de Aberdeen, Dakota del Sur (Aberdeen Regional Airport), normales 1981–2010 | Parámetros climáticos promedio de Aberdeen, Dakota del Sur (Aberdeen Regional Airport), normales 1981–2010 | Parámetros climáticos promedio de Aberdeen, Dakota del Sur (Aberdeen Regional Airport), normales 1981–2010 | Parámetros climáticos promedio de Aberdeen, Dakota del Sur (Aberdeen Regional Airport), normales 1981–2010 | Parámetros climáticos promedio de Aberdeen, Dakota del Sur (Aberdeen Regional Airport), normales 1981–2010 | Parámetros climáticos promedio de Aberdeen, Dakota del Sur (Aberdeen Regional Airport), normales 1981–2010 | Parámetros climáticos promedio de Aberdeen, Dakota del Sur (Aberdeen Regional Airport), normales 1981–2010 | Parámetros climáticos promedio de Aberdeen, Dakota del Sur (Aberdeen Regional Airport), normales 1981–2010 | Parámetros climáticos promedio de Aberdeen, Dakota del Sur (Aberdeen Regional Airport), normales 1981–2010 |
| Mes | Ene. | Feb. | Mar. | Abr. | May. | Jun. | Jul. | Ago. | Sep. | Oct. | Nov. | Dic. | Anual |
| --- | --- | --- | --- | --- | --- | --- | --- | --- | --- | --- | --- | --- | --- |
| Temp. máx. abs. (°C)                                                                                       | 17.2 | 21.1 | 30 | 36.7 | 43.3 | 44.4 | 46.1 | 44.4 | 41.7 | 35.6 | 26.1 | 20.6 | 46.1 |
| Temp. máx. media (°C)                                                                                      | -5.3 | -2.3 | 4.4 | 13.9 | 20.4 | 25.2 | 28.6 | 27.7 | 22.3 | 14.2 | 4.2 | -3.6 | 12.5 |
| Temp. mín. media (°C)                                                                                      | -16.9 | -13.8 | -6.8 | -0.1 | 6.7 | 12.1 | 15 | 13.4 | 7.6 | 0.4 | -7.3 | -14.5 | -0.3 |
| Temp. mín. abs. (°C)                                                                                       | -43.3 | -43.3 | -35.6 | -18.9 | -10.6 | -2.2 | 1.7 | -1.1 | -11.7 | -21.1 | -32.8 | -39.4 | -43.3 |
| Precipitación total (mm)                                                                                   | 11.9 | 14 | 29.5 | 47 | 79 | 94 | 76.7 | 61.7 | 55.6 | 50.5 | 18.5 | 13.2 | 551.7 |
| Nevadas (cm)                                                                                               | 16.3 | 17.3 | 18.3 | 7.9 | | 0 | 0 | 0 | | 1.8 | 17.8 | 17.5 | 96.8 |
| Días de precipitaciones (≥ 0.01 in)                                                                        | 5.8 | 6.3 | 7.7 | 7.4 | 9.9 | 11.1 | 9.9 | 8.2 | 7.6 | 7.2 | 6.8 | 6.5 | 94.4 |
| Días de nevadas (≥ 0.1 in)                                                                                 | 6.7 | 6.0 | 5.2 | 2.0 | 0 | 0 | 0 | 0 | 0 | 1.0 | 4.7 | 6.7 | 32.3 |
| Fuente: NOAA (extremos 1893–presente)                                                                      | | | | | | | | | | | | | |

## Demografía
Según el censo de 2010, había 26.091 personas residiendo en Aberdeen. La densidad de población era de 645,51 hab./km². De los 26.091 habitantes, Aberdeen estaba compuesto por el 91.84% blancos, el 0.68% eran afroamericanos, el 3.62% eran amerindios, el 1.26% eran asiáticos, el 0.16% eran isleños del Pacífico, el 0.46% eran de otras razas y el 1.98% pertenecían a dos o más razas. Del total de la población el 1.58% eran hispanos o latinos de cualquier raza.